# Karl Caspar
Karl Caspar (Friedrichshafen, 13 marzo 1879 – Brannenburg, 21 settembre 1956) è stato un pittore tedesco che visse e lavorò principalmente a Monaco di Baviera.

## Biografia
Dopo aver studiato all'Accademia d'arte di Stoccarda e all'Accademia delle belle arti di Monaco di Baviera, Caspar divenne membro della Stuttgarter Künstlerbund ("Associazione degli artisti di Stoccarda") nel 1904. Nel 1906 entrò a far parte della Deutscher Künstlerbund ("Associazione degli artisti tedeschi"). Nel 1907 sposò la collega pittrice e amica d'infanzia Maria Filser. Nel 1913 fu anche cofondatore dell'associazione degli artisti Münchener Neue Secession ("Nuova Secessione di Monaco"), alla quale appartenevano pittori come Alexej von Jawlensky, Adolf Erbslöh, Wladimir von Bechtejeff, Paul Klee e Alexander Kanoldt. Nel 1919 divenne presidente dell'associazione. Un punto culminante dell'opera di Caspar fu l'altare della passione del 1916/17, ospitato nella cripta della cattedrale di Monaco.
Dal 1922 al 1937 fu professore all'Accademia di Belle Arti di Monaco. Le sue opere furono esposte alla Mostra d'arte degenerata, che fu organizzata a Monaco dai nazisti nel 1937. Da allora, i suoi dipinti e disegni ispirati al cristianesimo, influenzati ugualmente dall'impressionismo e dall'espressionismo, furono rimossi dai musei tedeschi e dalle collezioni pubbliche e/o distrutti. Kaspar fu anche costretto a ritirarsi dalla sua posizione di insegnante. Lo stesso anno (tuttavia alcune fonti affermano che l'anno fosse il 1944, dopo che la sua casa di Monaco fu distrutta durante un bombardamento), a causa dell'ostilità nazista, si stabilì con la sua famiglia a Brannenburg, dove verrà sepolto.
Già nel 1946, Caspar fu rinominato professore all'Accademia di Belle Arti di Monaco. Nel 1948 fu uno dei membri fondatori dell'Accademia d'arte di Baviera. Quello stesso anno partecipò alla Biennale di Venezia. Nel 1950 fu insignito dell'Ordine al merito della Repubblica federale di Germania. Nel 1952, ricevette il primo premio artistico dell'Alta Svevia insieme alla moglie. Nel 1955, un anno prima della sua morte, divenne membro dell'Akademie der Künste di Berlino.
I suoi studenti includono Joseph Loher e Gretel Loher-Schmeck, che appartengono alla cosiddetta "generazione perduta", Fred Thieler, Richard Stumm, Peter Paul Etz e Walter Zimmermann.